# Ipolytarnóc
Ipolytarnóc é um município da Hungria, situado no condado de Nógrád. Tem 13,66 km² de área e sua população em 2015 foi estimada em 455 habitantes.